# Montfort (Doubs)
Montfort korábbi község (település) Franciaországban, Doubs megyében. 2017. január 1-jén Pointvillers községgel egyesült és Le Val új község része lett.
Lakosainak száma 95 fő (2014). Montfort Pessans, Bartherans, Brères, Échay, Pointvillers, Ronchaux és Samson községekkel határos.

## Népesség
A település népességének változása:
| Lakosok száma | 85   | 77   | 92   | 92   | 91   | 86   | 94   | 95   |
|               | 1968 | 1975 | 1982 | 1990 | 1999 | 2006 | 2011 | 2014 |